# Teresa Palmer
Teresa Mary Palmer (Adelaide, 26 febbraio 1986) è un'attrice australiana.

## Biografia
Chiamata Teresa dalla madre in onore di Madre Teresa di Calcutta, Teresa nasce ad Adelaide, in Australia, figlia unica di Kevin Palmer, un investitore e Paula Sanders, infermiera e missionaria. I suoi genitori divorziano quando ha tre anni. Ha due fratellastri e due sorellastre dal nuovo legame del padre. Ha frequentato il Mercedes College, una scuola privata cattolica ed era stata accettata all'università per studiare giornalismo e insegnamento, ma lascia gli studi per diventare attrice.

## Carriera
La sua prima interpretazione è stata come comparsa nell'horror semi-biografico di matrice australiana Wolf Creek. Nel 2006 ha figurato come personaggio di secondo piano in The Grudge 2. Il successo è giunto lo stesso anno interpretando un ruolo da protagonista nel film drammatico 2:37; film che le ha fatto guadagnare una nomination nella categoria Miglior attrice agli Australian Film Institute Awards. Nel 2007 ha avuto la parte di co-protagonista nel film Jumper - Senza confini, durante le riprese ha abbandonato il ruolo in favore di Rachel Bilson. Avrebbe dovuto interpretare Talia al Ghul nel film di George Miller dedicato alla Justice League of America, Justice League: Mortal, che a causa dello sciopero degli sceneggiatori e a vari problemi produttivi non venne mai realizzato. Nel 2008 partecipa al film Restraint.
Nel 2010 Teresa interpreta Becky nel film L'apprendista stregone con Nicolas Cage e Jay Baruchel. 
Nel 2011, ha interpretato il numero 6 nel film Sono il Numero Quattro con Alex Pettyfer e Dianna Agron. 
Nel 2013 interpreta la parte di Julie Grigio nel film Warm Bodies con Nicholas Hoult e Dave Franco. 
Nel 2016 appare sul grande schermo in diverse parti, segnatamente Samsara 'Sam' Dietz nel film Point Break, Gabby nel film La scelta - The Choice, basato sul il libro di Nicholas Sparks La scelta, Rebecca nel film Lights Out - Terrore nel buio e infine Dorothy ne La battaglia di Hacksaw Ridge. Nel 2017 ha il ruolo da protagonista in Berlin Syndrome - In ostaggio di Cate Shortland.

## Vita privata
Nel settembre 2012 inizia una relazione con l'attore e regista Mark Webber. La coppia si sposa il 21 dicembre 2013 in Messico. Il 17 febbraio 2014 è nato il loro primo figlio, Bodhi Rain e il 12 dicembre 2016, ad Adelaide, nasce il secondogenito Forest Sage Palmer. Il 12 aprile 2019 nasce la sua terza bambina, Poet Lake Palmer e il 17 agosto 2021 dà alla luce la quarta figlia, Prairie Moon.
Il marito ha un figlio nato nel 2008 da una precedente relazione. 
È amica dell'attrice Phoebe Tonkin, con cui nel 2012 ha creato il sito web Your Zen Life.

## Filmografia

### Attrice

#### Cinema
- Wolf Creek, regia di Greg McLean (2004)
- The Grudge 2, regia di Takashi Shimizu (2006)
- 2:37, regia di Murali K. Thalluri (2006)
- I ragazzi di dicembre (December Boys), regia di Rod Hardy (2007)
- Restraint, regia di David Denneen (2008)
- Racconti incantati (Bedtime Stories), regia di Adam Shankman (2008)
- L'apprendista stregone (The Sorcerer's Apprentice), regia di Jon Turteltaub (2010)
- Sono il Numero Quattro (I Am Number Four), regia di D. J. Caruso (2011)
- Take Me Home Tonight, regia di Michael Dowse (2011)
- Wish You Were Here, regia di Kieran Darcy-Smith (2012)
- Warm Bodies, regia di Jonathan Levine (2013)
- Love and Honor, regia di Danny Mooney (2013)
- Kill Me Three Times, regia di Kriv Stenders (2014)
- The Ever After, regia di Mark Webber (2014)
- Cut Bank - Crimine chiama crimine (Cut Bank), regia di Matt Shakman (2014)
- Verso la fine del mondo (Parts Per Billion), regia di Brian Horiuchi (2014)
- Knight of Cups, regia di Terrence Malick (2015)
- Point Break, regia di Ericson Core (2015)
- La scelta - The Choice (The Choice), regia di Ross Katz (2016)
- Codice 999 (Triple 9), regia di John Hillcoat (2016)
- Lights Out - Terrore nel buio (Lights Out), regia di David F. Sandberg (2016)
- La battaglia di Hacksaw Ridge (Hacksaw Ridge), regia di Mel Gibson (2016)
- Message from the King, regia di Fabrice Du Welz (2016)
- Berlin Syndrome - In ostaggio, regia di Cate Shortland (2017)
- 2:22 - Il destino è già scritto (2:22), regia di Paul Currie (2017)
- The Place of No Words, regia di Mark Webber (2019)
- La campionessa (Ride Like a Girl), regia di Rachel Griffiths (2019)
- The Twin - L'altro volto del male (The Twin), regia di Taneli Mustonen (2022)
- The Fall Guy, regia di David Leitch (2024)

#### Televisione
- A Discovery of Witches - Il manoscritto delle streghe (A Discovery of Witches) – serie TV, 25 episodi (2018-2022)
- In the Clearing (The Clearing) – miniserie TV, 8 puntate (2023)

### Sceneggiatrice
- The Ever After, regia di Mark Webber (2014)

### Produttrice
- The Ever After, regia di Mark Webber (2014)
- The Place of No Words, regia di Mark Webber (2019)

## Doppiatrici italiane
Nelle versioni in italiano, Teresa Palmer è stata doppiata da:
- Domitilla D'Amico in L'apprendista stregone, Sono il Numero Quattro, La battaglia di Hacksaw Ridge
- Joy Saltarelli in Warm Bodies, Point Break, Berlin Syndrome - In ostaggio
- Alessia Amendola in Lights Out - Terrore nel buio, 2:22 - Il destino è già scritto, The Twin - L'altro volto del male
- Myriam Catania in Racconti incantati, Take Me Home Tonight
- Emanuela Damasio in Codice 999, Message from the King
- Federica De Bortoli in A Discovery of Witches - Il manoscritto delle streghe, Kill Me Three Times
- Letizia Scifoni in The Grudge 2
- Lidia Perrone ne I ragazzi di Dicembre
- Eleonora Reti in Love and Honor
- Germana Longo in Cut Bank - Part Of Billion
- Selvaggia Quattrini in Knights of Cups
- Perla Liberatori ne La campionessa
- Laura Amadei ne La scelta - The Choice
- Valentina Mari ne La scelta - The Choice (2° doppiaggio)
- Valentina Favazza in The Fall Guy